# Верхний Учкулан
Верхний Учкулан (карач.-балк. Огъары Учкулан) — аул в Карачаевском районе Карачаево-Черкесии России. Входит в состав Учкуланского сельского поселения.

## География
Располагается вдоль реки Учкулан, высота центра селения над уровнем моря — 1696 м

## История
Согласно Закону Карачаево-Черкесской Республики от 6 марта 2006 года № 13-РЗ Верхний Учкулан вошёл в образованное муниципальное образование Учкуланское сельское поселение.
В окреснтостях аула Германом Хаджи-Умаровичем Текеевым проводились археологические изыскания и в 1974 году он обнаружил каменную антропоморфную статую высотой около 2 м.

## Население
| 2002 | 2010 | 2021 |
| ---- | ---- | ---- |
| 466  | ↗501 | ↘347 |

национальный состав
Карачаевцы